# Tâmega
De Tâmega is een rivier in Portugal en Spanje. Het is een zijrivier van de Douro met een lengte van circa 145 kilometer.

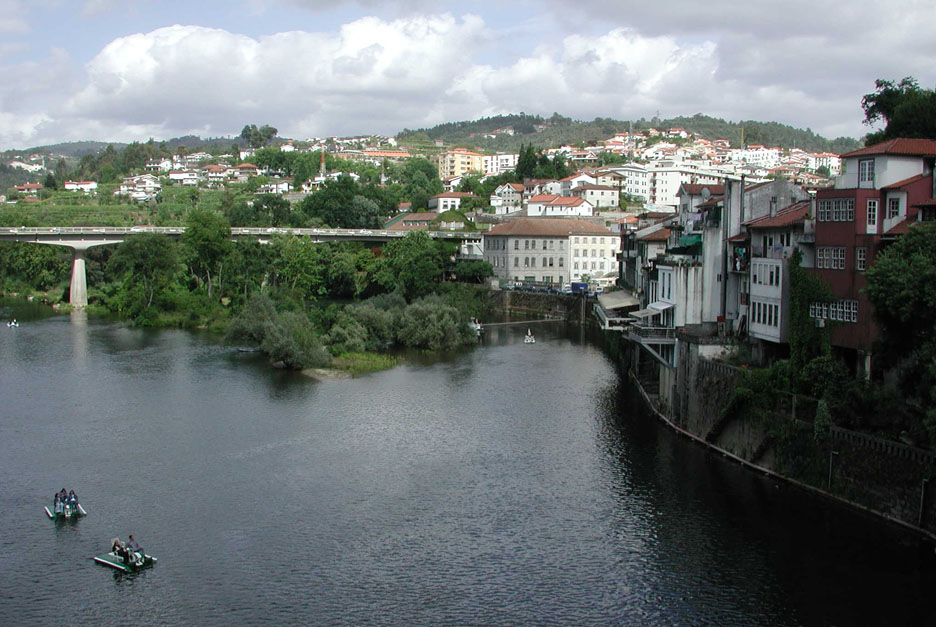
De Tâmega in Amarante

De rivier ontspringt op ongeveer 960 meter hoogte bij de Sierra de San Mamede, noordelijk van Verín in de Spaanse autonome regio Galicië. Vandaar stroomt het water door de stad Chaves, waarna de rivier vernauwt in een gebied met bergen en dalen. Na de plaatsen Amarante en Marco de Canaveses te hebben gepasseerd, mondt de Tâmega ter hoogte van Entre-os-Rios, Portugees voor tussen de rivieren, uit in de Douro.
Delen van de rivier zijn door het lage waterniveau en kleine dammen slecht tot niet bevaarbaar. De Tâmega heeft historisch dan ook meer betekenis dan economisch: het dal diende regelmatig als doorgangsweg voor buitenlandse invasies richting het rijkere zuiden van Portugal.
Vanwege grind- en zandwinningsbedrijven langs de oevers van de rivier is het water sterk vervuild geraakt; daarnaast vormen ook overstromingen een probleem. Met de aanleg van een dam en zuiveringsinstallaties en strengere wetgeving zijn deze problemen aangepakt.
- Gemeinsame Normdatei: 4355768-5
- Library of Congress Control Number: sh89003861
- Nationale Bibliotheek van Israël: 987007553616605171
- Virtual International Authority File: 315144523